# The World Factbook
A The World Factbook (más néven CIA World Factbook; ISSN 1553-8133) az Amerikai Egyesült Államok Központi Hírszerző Ügynöksége (Central Intelligence Agency – CIA) által szerkesztett kiadvány, amely naprakész információkat tartalmaz a világ országairól.
A kiadvány elérhető évente kiadott könyv, valamint hetente frissített weboldal formájában. A The World Factbook az Amerikai Egyesült Államok által elismert országok és függő területek földrajzi, demográfiai, kommunikációs, gazdasági, kormányzati és katonai adatait foglalja össze, továbbá tartalmaz földrajzi és politikai térképeket, az óceánok térképeit és az országok zászlóinak gyűjteményét. A kiadvány elsősorban az Egyesült Államok hivatalnokainak készült, de gyakran használt forrás tudományos kutatásokhoz is.

## Történelmi áttekintés
A második világháború alatt a hírszerzők felismerték, hogy az Egyesült Államok kormányának különböző osztályai által végzett hírszerzés fölösleges munkavégzést, és egymásnak ellentmondó információkat eredményezett. A Pearl Harbor elleni japán támadás 1941-ben rávilágított arra, hogy szükség van egy egységesített osztály működtetésére, amelyik összehangolt információkkal lássa el a politikai vezetőket. Részletes és összehangolt információkra volt szükség egyrészt a nagyhatalmakról (Németország, Japán), másrészt az addig kevés érdeklődést felkeltő területekről is, például a Csendes óceán szigeteiről, ahol a haditengerészet bizonytalan bevetései zajlottak.
1943-ban adták ki először a Közös Katonai-Haditengerészeti Hírszerzési Tanulmányt (Joint Army Navy Intelligence Studies – JANIS). A JANIS volt az első hírszerzési program, amelyik több osztály együttműködése során látott napvilágot. 1943 és 1947 között 34 JANIS tanulmányt adtak ki, melyek jelentős szerepet kaptak a II. világháború idején.
Az 1947-ben megalapított Központi Hírszerző Ügynökség átvette a JANIS program működtetését, majd 1948-ban helyettesítette a békeidőkben használható Nemzeti Hírszerzési Felmérés (National Intelligence Survey – NIS) programmal. E program keretén belül készült az első Factbook, összefoglalójaként a jóval nagyobb terjedelmű NIS kiadványnak. Az első titkosított Factbook-ot 1962-ben nyomtatták, míg az első nyilvánosan megtekinthető kiadvány 1971-ben látott napvilágot. 1997 óta a Factbook az interneten is megtekinthető. 2013-ban van a Központi Hírszerző Hivatal a megalapításának 66. évfordulója és a The World Factbook (a két elődjével számított) megjelenésének 70. évfordulója.

### AThe World Factbookidővonala
| Év         | Esemény |
| ---------- | --- |
| 1980 előtt | National Basic Intelligence Factbook név alatt, kétévente jelenik meg. Az országok bejegyzései tartalmazták a Szárazföld, Víz, Lakosság, Közigazgatás, Gazdaság, Kommunikáció és Haderő szakaszokat. |
| 1981       | A kiadvány évente jelenik meg és felveszi a The World Factbook nevet. Több mint 200 oldalon, 165 országról tartalmaz információkat.                                                                  |
| 1983       | Megjelenik a Mellékletek rész (Átszámítási faktorok, Nemzetközi Szervezetek). |
| 1984       | A Mellékletek rész bővül (Egyesült Nemzetek Szervezete, ENSZ-szervezetek, Nemzetközi Szervezetek, Szervezetek tagországai, Átszámítási faktorok).                                                    |
| 1987       | A Szárazföld és Víz szakaszokat felváltja a Földrajz szakasz. Az első színes borítójú Factbook. |
| 1988       | Negyven új bejegyzés kerül be, köztük az Antarktiszról, óceánokról és a Földről szóló bejegyzések. A Factbook terjedelme meghaladja a 300 oldalt.                                                    |
| 1989       | A Gazdaság, Lakosság, Közigazgatás és Kommunikáció szakaszok jelentősen bővülnek. |
| 1990       | A Közigazgatás szakasz tovább bővül. |
| 1991       | A Factbook terjedelme több mint 400 oldal. |
| 1992       | A Szovjetunió és Jugoszlávia felbomlása után létrejövő országok bejegyzése. Ezzel 188-ra nőtt a bejegyzett országok száma.                                                                           |
| 1993       | Csehszlovákia felbomlását követően Csehország és Szlovákia külön szerepel. A Földrajz szakasz bővül újabb adatokkal.                                                                                 |
| 1994       | A Factbook eléri az 500 oldalt. |
| 1995       | Megjelenik a Közlekedés szakasz, amelyik tartalmazza a Vasút, Autópálya, Vízi utak, Kereskedelmi flotta és Repülőterek bejegyzéseket. A Factbook először jelenik meg CD-n.                           |
| 1996       | Minden bejegyzéshez térkép és zászló is tartozik. Az egyes szakaszok jelentősen bővülnek, a Factbook több mint 600 oldal.                                                                            |
| 1997       | The World Factbook elérhető a Világhálón is. |
| 1999       | Az országok aktuális problémái, perspektívái is említve vannak. Új világtérkép van a könyvhöz csatolva.                                                                                              |
| 2000       | A Déli-óceán bejegyzésre kerül. |
| 2001       | Mind a 267 bejegyzés részletes leírással rendelkezik. Elkezdődik az országok térképeinek ellenőrzése.                                                                                                |
| 2003       | A Gazdaság szakaszban részletes leírás található az országok olaj termelésének, fogyasztásának, export és import adatainak, valamint kőolaj és földgáz tartalékainak.                                |
| 2004       | A The World Factbook weboldal kéthetes frissítésének kezdete. |
| 2005       | A Factbook meghaladja a 700 oldalt. |
| 2007       | A fővárosok leírásának bővítése földrajzi koordinátákkal és az időzóna feltüntetése. |
| 2008       | Az országok vízkészletéről és felekezeti hovatartozásáról szóló adatok megjelenése. |
| 2010       | A The World Factbook weboldal hetente történő frissítésének kezdete. Az országok himnuszai fel vannak tüntetve.                                                                                      |
| 2011       | Dél-Szudán lesz a Factbook 195-dik bejegyzett országa. |
| 2012       | Lejátszható audió fájlok az országok himnuszaival és felhasználói útmutató a weboldal használatához. A The World Factbook 50. évfordulója alkalmából nyomtatott példány 847 oldalas.                 |

### Szerzői jogok
A The World Factbook egy nyilvánosan hozzáférhető kiadvány, az Amerikai Egyesült Államok törvényeinek értelmében szabadon terjeszthető és módosítható, azonban a Központi Hírszerző Ügynökség kéri a szerzőket, hogy használata esetén, a Factbook-ot forrásként tüntessék fel.

### Frissítések gyakorisága
2001 novemberéig a The World Factbook honlapot évente frissítették; 2004 és 2010 között kéthetente, 2010 óta hetente frissítik a honlap tartalmát. Általában, a honlap január elsejei tartalmát használják a folyó év nyomtatott változatának elkészítésekor.

### Elérhetőség
A Factbook első, titkosított, nyomtatott változata 1962 augusztusában jelent meg, míg az első nem titkosított nyomtatott változat 1971 júniusában jelent meg. A Factbook 1994 októbere óta érhető el a Világhálón. Az internetes változatot megközelítőleg 6 millió felhasználó tekinti meg havonta. A Factbook letölthető a hivatalos honlapjáról, valamint könyv formájában is megvásárolható. A Factbook régebbi kiadásai CD-on, floppyn, mikrofilmen és mágneses szalagon tárolva is elérhetőek voltak. Számos weboldal használja a Factbook-ban megjelentett információkat, képeket és ábrákat. Az utóbbi években egyes kiadók, mint a Grand River Books, Potomac Books és Skyhorse Publishing is publikálta a Factbook-ot.

## Tartalom
A The World Factbook 267 entitásról tartalmaz adatokat. Ezek több kategóriába sorolhatóak:
Független országok: a CIA meghatározása szerint „egy embercsoport, amelyik politikailag egy meghatározott területtel rendelkező szuverén állammá szerveződött”. Ez a kategória 195 entitást tartalmaz.
Más: a Más kategória a független országokhoz nem sorolt területeket tartalmazza. Jelenleg két bejegyzés tartozik ide, a Tajvan és az Európai Unió.
Függő területek: más országhoz tartozó vagy annak fennhatósága alatt álló területek.
- Ausztrália: hat terület (Ashmore- és Cartier-szigetek, Kókusz-szigetek, Korall-tengeri-szigetek, Heard-sziget és McDonald-szigetek, Karácsony-sziget, Norfolk-sziget)
- Kína: két terület (Hongkong, Makaó)
- Dánia: két terület (Feröer-szigetek, Grönland)
- Franciaország: nyolc terület (Clipperton-sziget, Francia déli és antarktiszi területek, Új-Kaledónia, Saint-Barthélemy, Saint-Martin, Francia Polinézia, Saint-Pierre és Miquelon, Wallis és Futuna)
- Hollandia: három terület (Aruba, Curaçao, Sint Maarten)
- Új-Zéland: három terület (Cook-szigetek, Niue, Tokelau-szigetek)
- Norvégia: három terület (Bouvet-sziget, Jan Mayen-sziget, Spitzbergák)
- Egyesült Királyság: tizenhét terület (Akrotíri és Dekélia, Anguilla, Bermuda, Brit Indiai-óceáni Terület, Brit Virgin-szigetek, Kajmán-szigetek, Falkland-szigetek, Gibraltár, Guernsey, Jersey, Man-sziget, Montserrat, Pitcairn-szigetek, Szent Ilona, Ascension és Tristan da Cunha, Déli-Georgia és Déli-Sandwich-szigetek, Turks- és Caicos-szigetek)
- Amerikai Egyesült Államok: tizennégy terület (Baker-sziget, Howland-sziget, Jarvis-sziget, Johnston-atoll, Kingman-zátony, Midway-atoll, Navassa-sziget, Palmyra-atoll, Wake-sziget, Amerikai Szamoa, Guam, Északi-Mariana-szigetek, Puerto Rico, Amerikai Virgin-szigetek)

Egyebek: ebbe a kategóriába tartozik Antarktisz és a vitatott területek (Gázai övezet, Paracel-szigetek, Spratly-szigetek, Ciszjordánia, Nyugat-Szahara)
Más entitások: ebbe a kategóriába tartozik az öt óceán (Csendes-óceán, Atlanti-óceán, Indiai-óceán, Déli-óceán, Jeges-tenger) és a Föld. A Föld bejegyzés a többi bejegyzés adatainak összesítése.

## Vitatott státuszú területek
Egyes országokon belül található speciális területek vagy országok közötti vita tárgyát képező területek nincsenek külön bejegyezve (például Kasmír), míg mások rendelkeznek saját bejegyzéssel (például Spratly-szigetek). Az országok közigazgatási területei nincsenek feltüntetve, de a Factbook tartalmaz utalásokat átfogóbb enciklopédiákra az érdeklődők számára. Ezen kritérium alapján, 2011-ben a Francia Guyana, Réunion, Guadaloupe, Martinique és Mayotte bejegyzések törölve lettek, mivel Franciaország tengerentúli régióivá nyilvánították, ezáltal Franciaország részét képezik.
Észak-Ciprus: mivel az Amerikai Egyesült Államok a Ciprusi Köztársaság részének tekinti, és nem ismeri el független területként, ezért Észak-Ciprus nem rendelkezik külön bejegyzéssel.
Tajvan/Kínai Köztársaság: a Factbook nem használja a Kínai Köztársaság megnevezést Tajvan esetén. A Kínát ábrázoló két térkép közül az egyik Tajvant az állam részeként tünteti fel, míg a másik nem.
A Dél-kínai-tenger vitatott szigetei: a Paracel-szigetek és Spratly-szigetek területi vita tárgyát képezik. A Factbook-ban külön bejegyzésben szerepelnek, területük azonban nincs országhoz sorolva.
Burma/Mianmar: az USA nem ismeri el Burma átnevezését Mianmar-rá, ezért továbbra is Burma címszó alapján található meg az országról szóló bejegyzés.
Macedónia Volt Jugoszláv Köztársaság: 2004 óta a Macedón Köztársaságról szóló bejegyzés Macedónia név alatt szerepel, noha az ENSZ által használt hivatalos megnevezés továbbra is a Macedónia Volt Jugoszláv Köztársaság.
Európai Unió: az Európai Unió 2004. december 16-a óta szerepel a Factbook-ban.
Koszovó: az USA elismerte a Koszovói Köztársaság függetlenségét, így 2008. február 28-án a Factbook-hoz hozzáadták a Koszovó bejegyzést.
Kelet-Timor: 2007. július 19-én a Kelet-Timor bejegyzést Timor-Leste névre cserélték.

## ISBN szám
A lista tartalmazza a kormány kiadványainak ISBN számát, valamint a Potomac Books és Skyhorse Publishing kiadók újranyomásainak ISBN számát is. A zárójelben jelzett évszám az adatok rögzítésének évét jelenti.
Hivatalos kiadások

2000: ISBN 0-16-061343-4

2001: ISBN 0-16-066404-7

2002: ISBN 0-16-067601-0

2003: ISBN 0-16-067943-5

2004: ISBN 0-16-073030-9

2005: ISBN 0-16-074941-7

2006: ISBN 0-16-076547-1

2007: ISBN 978-0-16-078580-1

2008: ISBN 978-0-16-082969-7

2009: ISBN 978-0-16-084587-1

2010: ISBN 978-0-16-086462-9
Potomac Books kiadások

2000 (1999): ISBN 1-57488-266-X

2001 (2000): ISBN 1-57488-346-1

2002 (2001): ISBN 1-57488-475-1

2003 (2002): ISBN 1-57488-641-X

2004 (2003): ISBN 1-57488-837-4

2005 (2004): ISBN 1-57488-942-7

2006 (2005): ISBN 1-57488-997-4

2007 (2006): ISBN 1-59797-109-X

2008 (2007): ISBN 1-59797-182-0

2009 (2008): ISBN 1-59797-414-5

2010 (2009): ISBN 978-1-59797-541-4

2011 (2010): ISBN 978-1-59797-763-0

2012 (2011): ISBN 978-1-61234-518-5

2013 (2012): ISBN 978-1-61234-621-2
Skyhorse Publishing kiadások

2008 (2007): ISBN 978-1-60239-080-5

2009 (2008): ISBN 978-1-60239-282-3

2010 (2009): ISBN 978-1-60239-727-9

2011 (2010): ISBN 978-1-61608-047-1

2012 (2011): ISBN 978-1-61608-332-8

2013 (2012): ISBN 978-1-61608-823-1